# Coregonus austriacus
Coregonus austriacus är en fiskart som beskrevs av Vogt, 1909. Coregonus austriacus ingår i släktet Coregonus och familjen laxfiskar. Inga underarter finns listade i Catalogue of Life.